# Sarah Blomgren
Sarah Alyce Blomgren (Santa Clarita, 18 luglio 1994) è una pallavolista statunitense.
Gioca nel ruolo di opposto nel Sant Cugat.

## Biografia
Figlia di Dave e Cindy Blomgren, nasce a Santa Clarita, in California. Ha un fratello maggiore di nome Brett, che gioca nella North American Hockey League.

## Carriera

### Club
La carriera di Sarah Blomgren inizia nei tornei scolastici californiani con la Saugus HS e parallelamente a livello giovanile col Legacy. Dopo il diploma gioca a livello universitario nella NCAA Division I con la South Carolina, facendo parte delle Gamecocks dal 2012 al 2015.
Nella stagione 2016-17 gioca per la prima volta da professionista in Inghilterra, difendendo i colori del Team Northumbria, nella Super 8s, vincendo la Coppa d'Inghilterra. Nella stagione seguente approda nella Lentopallon Mestaruusliiga finlandese, vestendo la maglia del Vampula.
Per il campionato 2018-19 firma con lo Jedinstvo Užice, impegnato nel campionato cadetto serbo, mentre nel campionato seguente è impegnata in Spagna nella Superliga Femenina de Voleibol con il Sant Cugat.

## Palmarès

### Club
- Coppa d'Inghilterra femminile: 1

2016-17